# Óriáskagyló
Az óriáskagyló (Tridacna gigas) a kagylók (Bivalvia) osztályának Cardiida rendjébe, ezen belül a szívkagylók (Cardiidae) családjába tartozó faj.
A feketepiacon értékesített fekete héját dekorációnak használják fel, húsát a japán konyha Himejako néven ismeri.
A Tridacna kagylónem típusfaja.

## Előfordulása
Az óriáskagyló az Indiai-óceán és a Csendes-óceán sekély, tiszta vizeiben és a korallszirteken és Ausztrália korallzátonyain él. Az óriáskagylót nem fenyegeti közvetlenül a halászat veszélye, de a korallszirtek pusztulása érzékenyen érinti a fajt.

## Megjelenése

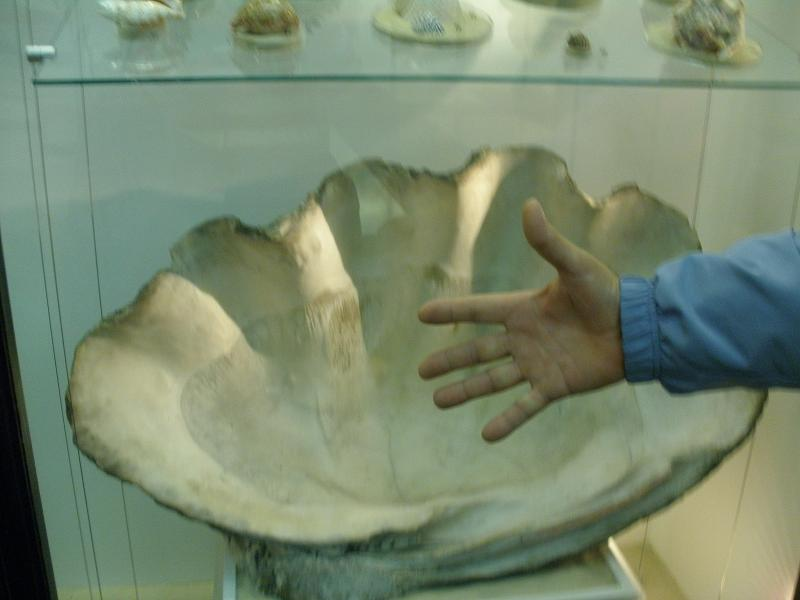
Milyen nagy az óriáskagyló egy ember kezéhez viszonyítva

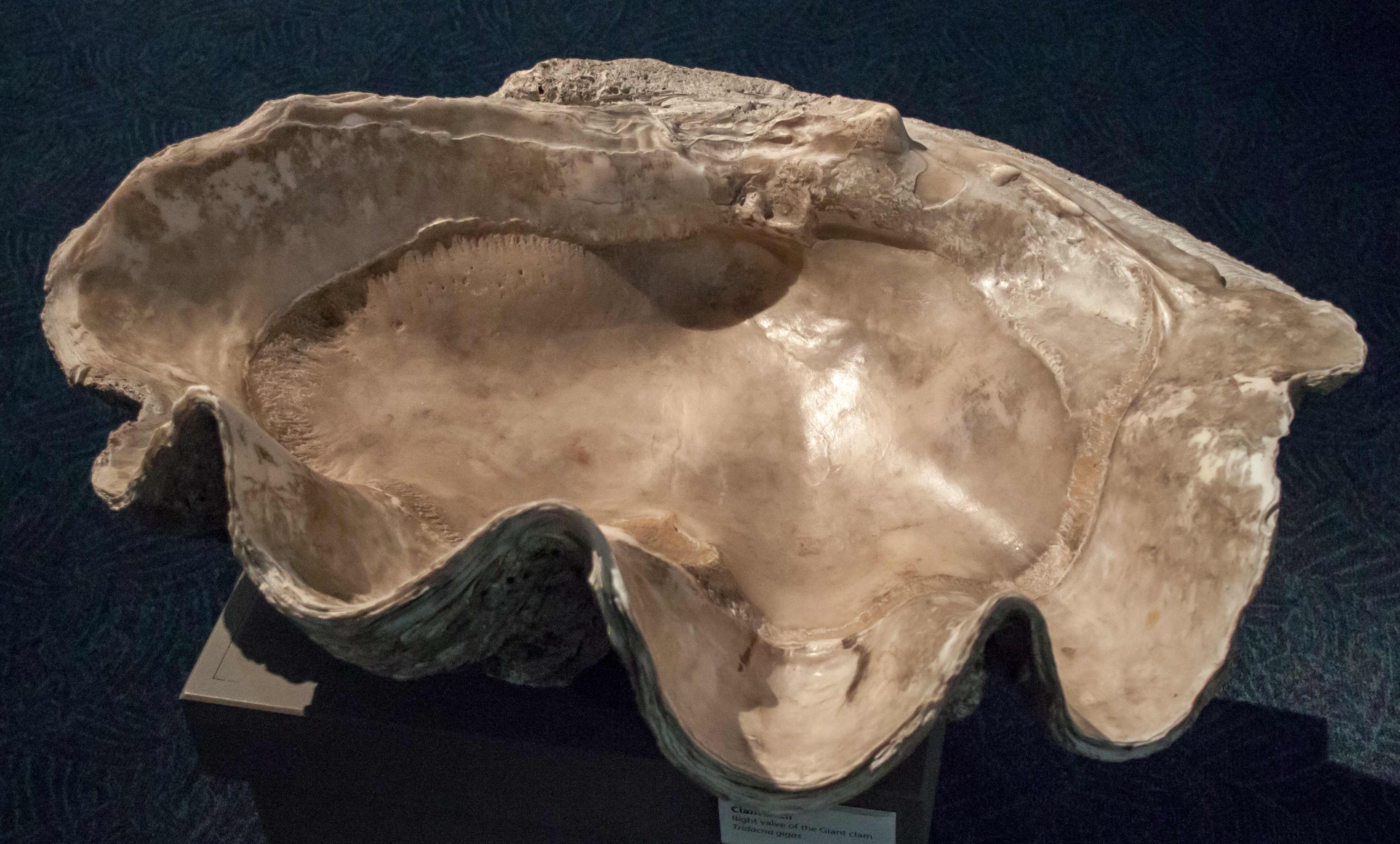
Tridacna gigas jobb oldali félteknője

Az óriáskagyló akár 1,37 méter hosszú is lehet, testtömege pedig 250 kilogramm. A teknő két hullámos, egymásba illő, kemény félből áll. A héj húsos bélésében találhatók a belső szervek. A köpenyperemen algák nőnek, amelyek fotoszintézist végeznek. A kagyló általában valamelyest nyitva van, hogy vizet tudjon szívni a szifóiba, ki tudja szűrni a táplálékot és ki tudja bocsátani a szaporodáshoz szükséges petéket és spermákat. Védekezéskor a két teknő belsején tapadó, erős záróizmai segítségével zárja össze a héj két részét. Az óriáskagylónak kis fényérzékeny „szemei” vannak a köpenye szélén. Ha árnyék vetődik rá, a kagyló lassan bezárul, hogy védekezzen esetleges támadóival szemben.

## Életmódja
Az óriáskagyló mozdulatlan, a szirtbe vagy a homokba félig beágyazódva él. Tápláléka plankton. Sok óriáskagylóban apró rákok élnek. Egy kagylóban mindig csak egy pár élhet, mely erősen védi a territóriumát. Az óriáskagyló több mint 100 évig élhet.
Az Anthessius alatus Humes & Stock, 1965 és a Lichomolgus tridacnae Humes, 1972 nevű evezőlábú rákok (Copepoda) a külső élősködői ennek az óriási puhatestűnek.

## Szaporodása
Az ívási szezon mindig a legkedvezőbb időszakban van. Minden kagyló termel petét és spermiumot is. A peték száma néhány millió. A lárvák néhány napig szabadon sodródnak a planktonban, majd a tenger fenekén egy sekély helyen megállapodnak.